# Weybridge (Vermont)
Weybridge es un pueblo ubicado en el condado de Addison en el estado estadounidense de Vermont. En el año 2010 tenía una población de 833 habitantes y una densidad poblacional de 18,31 personas por km².

## Geografía
Weybridge se encuentra ubicado en las coordenadas 44°3′7″N 73°13′5″O / 44.05194, -73.21806.

## Demografía
Según la Oficina del Censo en 2000 los ingresos medios por hogar en la localidad eran de $51,833 y los ingresos medios por familia eran $56,591. Los hombres tenían unos ingresos medios de $35,833 frente a los $30,089 para las mujeres. La renta per cápita para la localidad era de $24,735. Alrededor del 3.6% de la población estaban por debajo del umbral de pobreza.